# Francofonia

Bandera de la Francofonia

La francofonia o l'Organització Internacional de la Francofonia (francès: Organisation Internationale de la Francophonie o simplement La Francophonie), coneguda també per les sigles OIF, és el conjunt de territoris que parlen francès i que comparteixen un passat comú (fruit del colonialisme) i una certa herència cultural, tot i poder tenir altres llengües com a oficials. Compta amb una bandera pròpia des de 1987, acceptada pels 56 estats i governs actuals que en són membres de ple dret, juntament amb els dos membres associats i els 13 que en són tan sols observadors. Agrupa uns 250 milions de persones i el seu dia oficial és el 20 de març.
Cal distingir, efectivament, entre els estats en què el francès és llengua oficial, aquells en què és la llengua materna d'una gran part de la població, aquells en què és llengua de difusió cultural, aquells en què és usat per determinades classes socials, etc. Ara bé, aquestes categories no cal pas que coincideixin: en alguns estats, per exemple, el francès, tot i ser-hi llengua oficial, pot ser ben bé que no sigui la llengua materna de la població, com passa en la majoria dels estats membres.
La Francofonia té, entre els seus principis i valors fonamentals, la democràcia i els drets humans, el respecte i la promoció de la diversitat cultural i lingüística i la solidaritat i el desenvolupament sostenible.

## Membres de l'Organització Internacional de la Francofonia

Mapa del món on es representen els membres de ple dret de l'OIF, els membres associats i els observadors. També hi apareixen els membres subestatals participants (de Bèlgica i el Canadà).

|  |  |  | - Albània - Andorra - Àustria ** - Bèlgica federal, govern participant de la Comunitat Francesa - Bulgària - Croàcia ** - Eslovàquia ** - Eslovènia ** - França - Grècia |  | - Hongria ** - Letònia ** - Lituània ** - Luxemburg - Macedònia - Moldàvia - Mònaco - Polònia ** - República Txeca ** - Romania - Sèrbia ** (des del 2006) - Suïssa - Ucraïna ** (des del 2006) - Xipre * (des del 2006) |

| - Canadà federal, governs participants de Nova Brunswick i del Quebec; Franco-ontarians - Dominica - Haití - Saint Lucia |  | - Armènia ** - Cambodja - Geòrgia ** - Laos - Tahití - Vanuatu - Vietnam |  | - Egipte - Líban - Marroc - Mauritània - Tunísia |

| - Benín - Burkina Faso - Cap Verd - Costa d'Ivori - Ghana * (des del 2006) - Guinea - Guinea Bissau - Mali - Níger - Senegal - Togo |  | - Burundi - Camerun - Gabon - Guinea Equatorial - República Centreafricana - República del Congo - República Democràtica del Congo - Ruanda - São Tomé i Príncipe - Txad |  | - Comores - Djibouti - Madagascar - Maurici - Moçambic ** (des del 2006) - Seychelles |

Notes :
- La classificació per zones és la publicada oficialment per l'Organització Internacional de la Francofonia.
- * : Membres associats
- ** : Membres observadors

## Mitjans de comunicació
- France 24.